# Doktorzy honoris causa Politechniki Poznańskiej

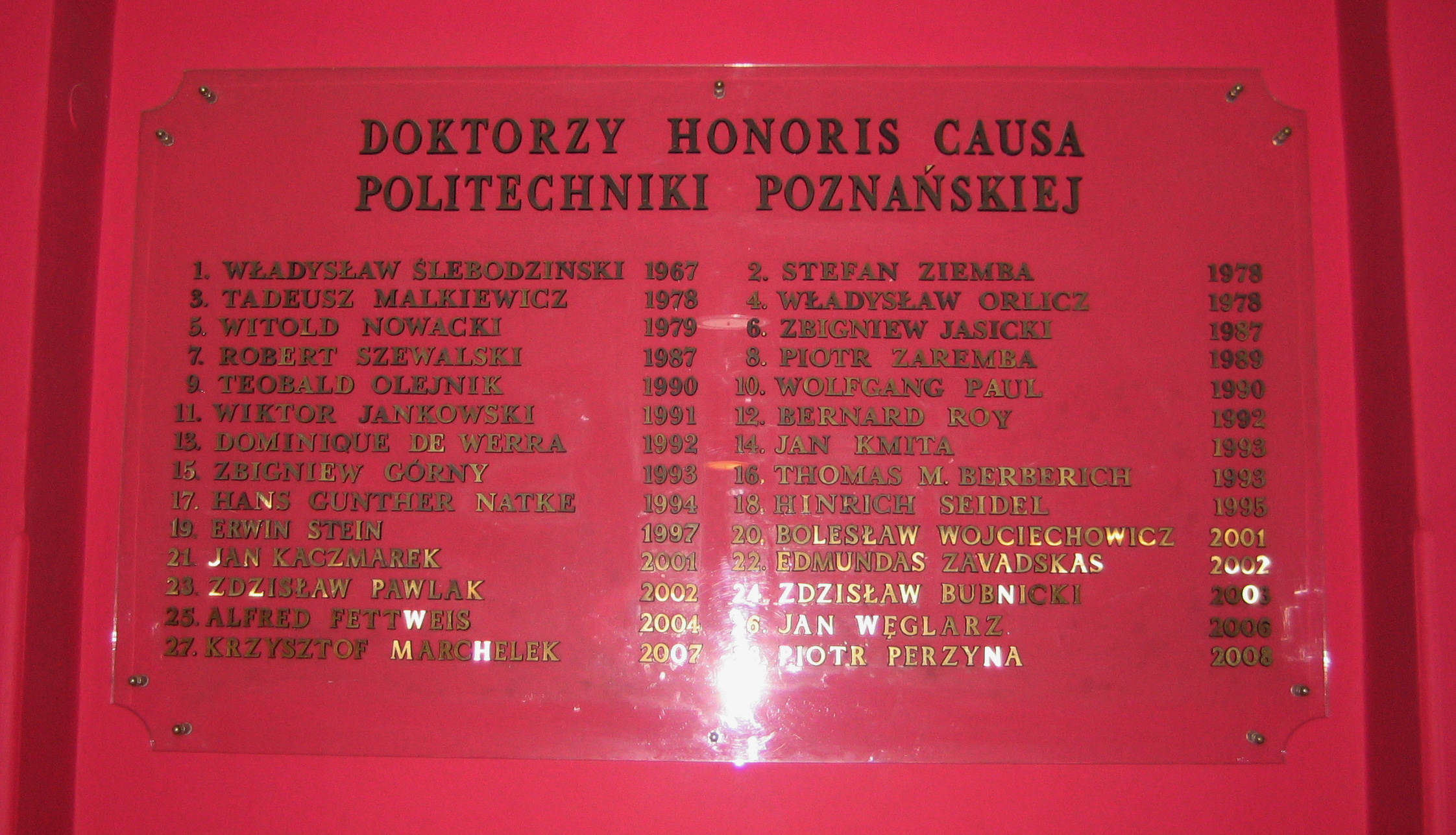
Tablica upamiętniająca doktorów honoris causa Politechniki Poznańskiej

Na poniższej stronie znajduje się lista osób, którym nadano tytuł doktora honoris causa Politechniki Poznańskiej.
- 7 kwietnia 1967 prof. Władysław Ślebodziński
- 25 kwietnia 1978 prof. Stefan Ziemba
- 11 września 1978 prof. Tadeusz Malkiewicz(inne języki)
- 5 czerwca 1979 prof. Władysław Orlicz
- 18 października 1979 prof. Witold Nowacki
- 26 marca 1987 prof. Zbigniew Jasicki[1]
- 12 maja 1987 prof. Robert Szewalski
- 15 listopada 1989 prof. Piotr Zaremba
- 24 stycznia 1990 prof. Teobald Olejnik
- 10 listopada 1990 prof. Wolfgang Paul
- 7 listopada 1991 prof. Wiktor Jankowski[2]
- 7 lipca 1992 prof. Bernard Roy(inne języki)
- 14 grudnia 1992 prof. Dominique de Werra(inne języki)
- 19 maja 1993 prof. Jan Kmita
- 30 czerwca 1993 prof. Zbigniew Górny
- 30 sierpnia 1993 dr. Thomas M. Berberich
- 22 lutego 1994 prof. Hans Günther Natke(inne języki)
- 23 maja 1995 prof. Hinrich Seidel(inne języki)
- 19 października 1997 prof. Erwin Stein(inne języki)
- 6 czerwca 2001 prof. Bolesław Wojciechowicz
- 10 października 2001 prof. Jan Kaczmarek
- 23 stycznia 2002 prof. Edmundas Zavadskas(inne języki), Wileński Uniwersytet Techniczny im. Giedymina, Litwa
- 10 kwietnia 2002 prof. Zdzisław Pawlak, Instytut Informatyki Teoretycznej i Stosowanej PAN, Gliwice
- 17 grudnia 2003 prof. Zdzisław Bubnicki, Instytut Podstawowych Problemów Techniki PAN, Warszawa
- 27 października 2004 prof. Alfred Fettweis(inne języki), Uniwersytet w Bochum, Niemcy
- 14 stycznia 2006 prof. Jan Węglarz[3]
- 10 stycznia 2007 prof. Krzysztof Marchelek[4]
- 20 lutego 2008 prof. Piotr Perzyna[5], Instytut Podstawowych Problemów Techniki PAN, Warszawa
- 17 grudnia 2009 prof. Edmund Kuffel(inne języki)[6], Uniwersytet Manitoba, Winnipeg, Kanada
- Prof. dr hab. inż. arch. Sławomir Gzell(inne języki), Politechnika Warszawska, 2010[7]
- 27 maja 2011 prof. Tadeusz Maliński, Uniwersytet w Ohio
- Prof. zw. dr hab. inż. Tadeusz Kaczorek, Politechnika Warszawska, 2011[7]
- 23 maja 2013 prof. Janusz Rajski[8][9], Mentor Graphics, USA
- Prof. Dr.-Ing. Peter Wriggers(inne języki), Leibniz Universität Hannover, Niemcy, 2013
- Prof. dr inż. Jan Oleszkiewicz, Uniwersytet Manitoba, Kanada, 2014
- Prof. Dr. Roland Wiesendanger(inne języki), Uniwersytet w Hamburgu, 2015
- 21 października 2015 prof. Wojciech Kacalak[10][11], Politechnika Koszalińska
- Prof. dr. inż. George Z. Voyiadjis(inne języki), Louisiana State University, 2017[7]
- Dipl.-Ing. Jens Ocksen, Volkswagen Poznań, 2018[7]
- Prof. dr hab. Mieczysław Jaroniec, Kent State University(inne języki), 2018[7]
- Prof. Kay Hameyer(inne języki), RWTH Aachen, 2022[7]
- Prof. Mykhailo Zgurovsky, Politechnika Kijowska, 2022[7]
- Prof. Sundaraja S. Iyengar(inne języki), Florida International University(inne języki), Miami, 2023[7]